# Gaibandha (zila)
Gaibandha (en bengalí: গাইবান্ধা) es un zila o distrito de Bangladés que forma parte de la división de Rangpur.
Comprende 7 upazilas en una superficie territorial de 2.179 km² : Phulchhari, Gaibandha, Gobindaganj, Palashbari, Sadullapur, Sughatta y Sundarganj.
La capital es la ciudad de Gaibandha.

## Upazilas con población en marzo de 2011[2]
- Gaibandha Sadar 437,268
- Gobindaganj 514,696
- Palashbari 244,792
- Phulchhari 165,334
- Sadullapur 287,426
- Saghata 267,819
- Sundarganj 461,920

## Demografía
Según estimación 2010 contaba con una población total de 2.388.983 habitantes.